# Kerse Castle
Kerse Castle oder Carse Castle ist ein Burgstall in der Gemeinde Dalrymple in der schottischen Council Area East Ayrshire. Die Festung stammt aus dem 13. Jahrhundert und gehörte einst dem Clan Crawford.
Von der Festung ist keine genaue Abbildung oder Beschreibung überliefert. Die Lage der Festung ist klar ersichtlich, da entlang des Bow Burn umfangreiche Wälle und Gräben, mögliche Plattformen für Gebäude, Apfelbäume und klar künstlich angelegte Pflanzungen, wie Buchen und Rosskastanien, vorhanden sind. Darüber hinaus gibt es Brennnesseln, die frühere Mülllagerplätze anzeigen, Beweise aus alten Karten, Marschdeiche, Ortsnamen, die auf die Festung hinweisen (zum Beispiel Kerse Bridge, Kerse Cottage) und so weiter. Die heute aufgelassene Holehouse Railway Branchline wurde durch den oberen Teil des Grundstückes gebaut, was es sowohl beschädigt als auch mögliche Anomalitäten eingeführt hat.
Man sagt, das Schicksal von Kerse Castle war, dass es um 1760 von Herrn Ross aus Sandwick abgetragen wurde, um Skeldon House zu errichten.

## Kartografische Belege
Robert Gordons Karte von 1636–1652  verzeichnet ein „Castle of Cars“ in der Nähe des Sees. Die Karte von Blaeu um 1654 (aus Karte von Timothy Pont um 1600) zeigt „Cars Castle“ mit umfangreichem Anwesen und lichtem Wald. Molls Karte von 1745 zeigt die Burg östlich des Sees. Roys Karte von 1747 verzeichnet die Burg als „Carse“, auch östlich des Sees. 1821 ist der See deutlich verzeichnet und „Kerse“ ist in Richtung Sundrum Water gezeigt. 1832 zeigt Thomsons Karte eine „Carse“-Wohnstatt an einer Straße östlich davon.